# ゲルフ党の聖家族
『ゲルフ党の聖家族』 (ゲルフとうのせいかぞく、伊: Sacra famiglia di Parte Guelfa) は、イタリアのルネサンス期の画家、ルカ・シニョレッリ (Luca Signorelli, 1445年頃-1523年) が1490年頃に描いたトンド (円形) 形式の板上の油彩画である。1802年から、フィレンツェのウフィツィ美術館に収蔵されている。

## 概要
ヴァザーリによれば、この作品は、ゲルフ党 (教皇派) の党首の謁見室を飾っていたものである。シニョレッリの聖母子をトンド (円形画) に描いた最初期の作例の一つである。聖母子と聖ヨセフを組み合わせた構図は、ミケランジェロの『聖家族』を予告するものである。